# Christoph Hartmann
Cristoph Georg Hartmann, né le 21 mai 1972 à Essen, est un homme politique allemand, membre du parti libéral-démocrate (FDP). Il fut Ministre-président-adjoint de Sarre et Ministre de l'Économie et des Sciences du même Land du 10 novembre 2009 au 18 janvier 2012.

## Études
Il effectua son service militaire en 1991 après le lycée. Il étudia la gestion d'entreprise à Vienne, Munich et Saarbrücken, et obtint son diplôme en 2000. Il termina son doctorat en science de l'information en 2006 à l'Université de Sarre.

## Carrière politique
Il rejoignit le FDP en 1998. Il faisait d'abord partie des Jeunes libéraux, dont il était président régional de 1997 à 1999. Entre 1996 et 2005 il fut président de la branche du FDP à Homburg. Après avoir été secrétaire général du FDP de Sarre de 1998 à 2002, il fut élu président du parti régional. Il démissionna le 9 novembre 2010. Il siège depuis 1999 au conseil national du FDP.

### Mandats
De 2002 jusqu'à sa démission le 1er novembre 2004, Hartmann fut membre du Bundestag. Il y fut le porte-parole de la politique éducative du FDP. Il démissionna du Bundestag car il fut élu au Parlement régional de Sarre. Du 10 novembre 2009 au 18 janvier 2012, il fut Ministre de l'Économie et des Sciences de Sarre, ainsi que Premier Ministre-adjoint de la Coalition Jamaïcaine.